# Listel (arquitectura)

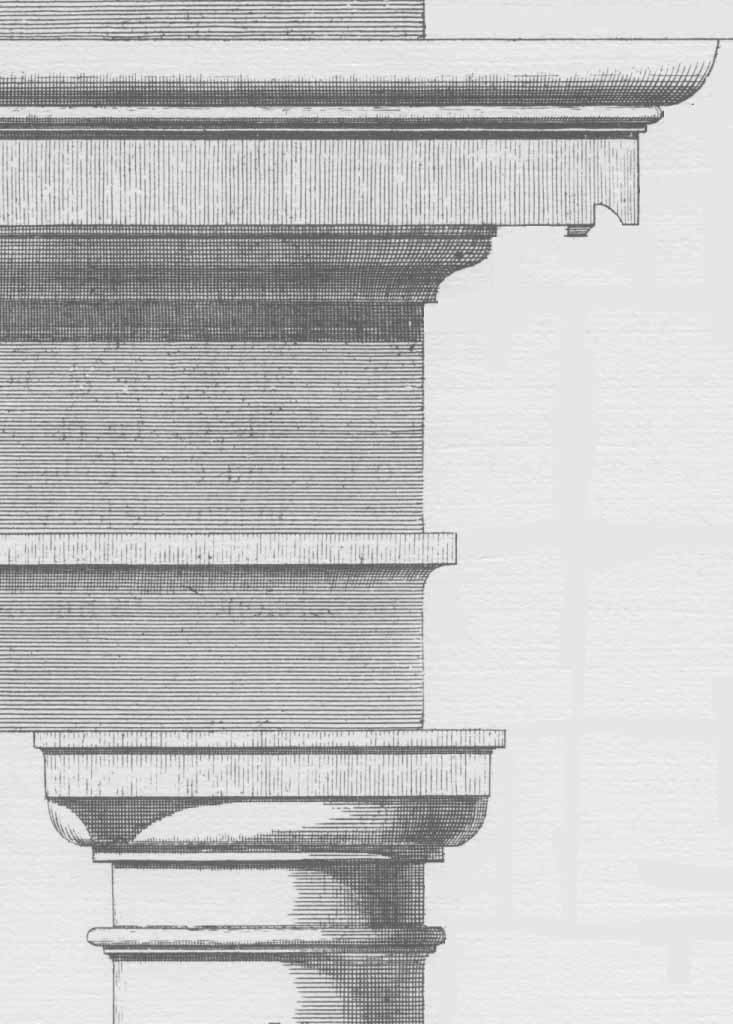
Esquema del orden toscano según Vignola. El listel se aprecia justo debajo del entablamento.

Un listel, palabra proveniente del germánico *lîsta (“franja”) y del francés listel, también llamado filete, es una moldura plana y delgada, con forma de franja larga y angosta. Es el espacio que queda entre las acanaladuras del fuste de una columna. Puede ser:
- Una faja fina y lisa que separa dos molduras.
- Una moldura estrecha.

Una de las partes que entran generalmente en la composición de los diferentes miembros de un orden arquitectónico, se considera un adorno que de ordinario va unido a otro de mayor importancia. El listel no admite ningún otro adorno sobrepuesto y por esta razón está comprendido en la especie de molduras lisas; y cuando es ancho suelen usar para designarlo los escritores latinos la voz taenia.
- Hay ejemplos de arquitrabes de orden dórico coronados por un listel o taenia, debajo del cual se encuentran sirviéndole de adorno otros listeles pequeños, a cada uno de los cuales se ven adheridas por su parte inferior seis golas cilíndricas y un tanto cónicas.
- En el orden jónico las estrías de las columnas están separadas por listeles a diferencia de las del orden dórico en que las estrías se juntan por los lados, rematando en punta y además se encuentra usado como adorno de los capiteles.
- En el orden corintio también sirve el listel para separar las estrías.
- En la arquitectura de los romanos, que tuvo por fundamento los principios del arte griego, no se encuentra una diferencia notable en cuanto al uso de las molduras sino en los últimos tiempos del imperio.[4]